# Bahnhof Den Helder
Der Bahnhof Den Helder ist der größte Bahnhof der niederländischen Stadt Den Helder. Der Bahnhof wird täglich von 3140 Personen (2024) genutzt. Er ist ein zentraler Knotenpunkt im städtischen ÖPNV. Am Bahnhof verkehren nationale Regional- und Fernverkehrszüge. Er ist Endpunkt der Bahnstrecke Nieuwediep–Amsterdam.

## Geschichte

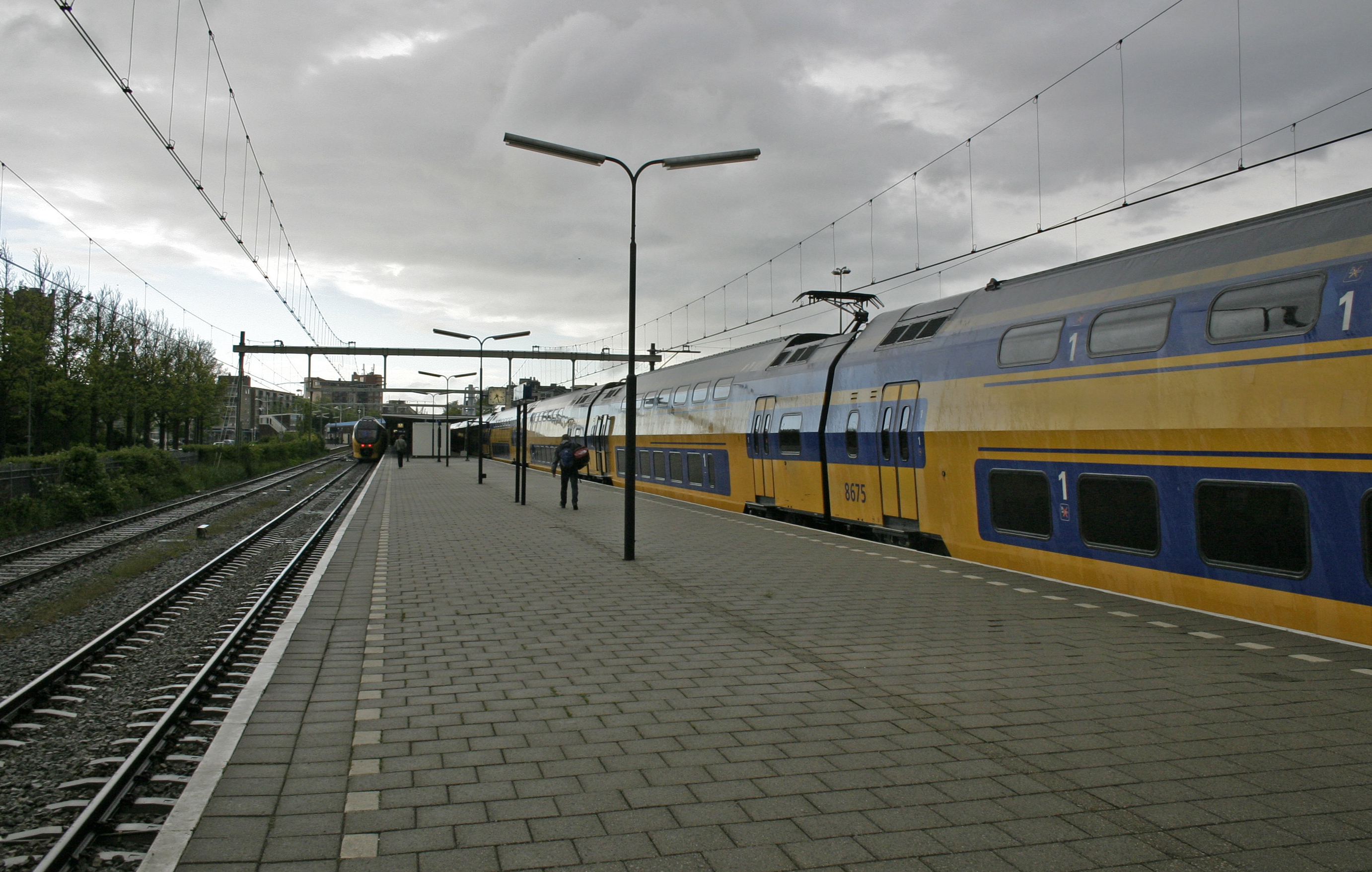
Intercitys in Den Helder, 2015

Der erste Bahnhof wurde am 20. Dezember 1865 mit der Bahnstrecke Nieuwediep–Amsterdam eröffnet. Der heutige Bahnhof wurde 1958 ein Stück weiter südlich als der ehemalige erbaut. Die Elektrifizierung bis nach Den Helder wurde 1958 abgeschlossen. Seit 1980 hat Den Helder etwa drei Kilometer südlich des Bahnhofs noch einen weiteren Bahnhof namens Den Helder Zuid.

## Schienenverbindungen
Der Bahnhof Den Helder wird im Jahresfahrplan 2022 von folgenden Linien bedient:
| Zugtyp    | Linienverlauf | Frequenz                                                                              |
| --------- | --- | ------------------------------------------------------------------------------------- |
| Intercity | Maastricht – Sittard – Roermond – Eindhoven Centraal – ’s-Hertogenbosch – Utrecht Centraal – Amsterdam Centraal – Alkmaar (– Schagen – Den Helder) | halbstündlich (fährt nicht abends; fährt nur in der HVZ über Schagen nach Den Helder) |
| Intercity | Nijmegen – Arnhem Centraal – Ede-Wageningen – Utrecht Centraal – Amsterdam Centraal – Alkmaar – Den Helder                                         | halbstündlich                                                                         |

## Busverbindungen
Am Bahnhof befindet sich ebenfalls der Busbahnhof der Stadt an dem die Nutzung der folgenden Linien möglich ist:
| Line       | Linienverlauf                                                                                               | Hinweis                             |
| ---------- | --- | ----------------------------------- |
| Connexxion | |                                     |
| 28         | Den Helder Station – Den Burg – De Koog                                                                     | Line ausschließlich auf Texel       |
| 30         | Den Helder Station – Nieuw-Den Helder – Den Helder Station Zuid – Julianadorp                               |                                     |
| 31         | Den Helder Station – Nieuw-Den Helder – Den Helder Station Zuid                                             |                                     |
| 32         | Den Helder Station – Nieuw-Den Helder – Den Helder Station Zuid – Julianadorp                               |                                     |
| 34         | Den Helder Station – De Schooten                                                                            |                                     |
| 135        | Den Helder Station – Hippolytushoef – Den Oever Bus Station – Wieringerwerf – Middenmeer – Abbekerk – Hoorn |                                     |
| 158        | Den Helder Station – Anna Paulowna – Den Oever Bus Station                                                  |                                     |
| 851        | Den Helder Station – Callantsoog – St Maartenszee – Petten                                                  | In der Sommerzeit entlang der Küste |